# 梅津時比古
梅津 時比古（うめづ ときひこ、1948年 - ）は、日本のジャーナリスト、毎日新聞記者、音楽評論家、桐朋学園大学学長（2013年4月ー2022年3月任期満了退任）。専門は、西洋音楽史。

## 経歴
神奈川県鎌倉市生まれ。1971年早稲田大学第一文学部西洋哲学科卒業。毎日新聞社東京本社編集局に入社。ケルン音楽大学留学を経て、2002年から毎日新聞社東京本社学芸部専門編集委員となる。2013年から毎日新聞社客員特別編集委員として音楽コラムを執筆。
2004年から母校の早稲田大学商学部非常勤講師、2010年から桐朋学園大学音楽部特任教授。2013年4月から桐朋学園大学学長に就任（2022年3月までで任期満了退任）。ジャーナリスト出身の学長は日本の大学では初。現在は、毎日新聞特別編集委員、桐朋学園大学特任教授、早稲田大学招聘研究員。
平成16年（2004年）『“セロ弾きのゴーシュ”の音楽論』で芸術選奨文部科学大臣賞、岩手日報宮澤賢治賞を受賞する。平成22年（2010年）『フェルメールの楽器』などで「日本記者クラブ賞」を受賞。
平成18年（2006年）『ゴーシュという名前』がＮＨＫ制定の「日本の百冊」に選ばれる。
平成31年（2019年）に、シューベルト『冬の旅　24の象徴の森へ』（2007年、東京書籍）がドイツ語に翻訳され、レーゲンスブルクの出版社、S.Roderer-Verlag,Regensburgから、 Symbole als Wegweiser in Franz Schuberts"Winterreise"　のタイトルのもと「哲学叢書」の第46巻として出版された。日本人のシューベルト研究がドイツ語に翻訳されてドイツで出版されたのは初めて。続いて令和５年（2023年）に同「哲学叢書」の第53巻として、Der sterbende Lindenbaum Zu Franz Schuberts"Winterreise"　もドイツで出版された。

## 著書
- 音をはこぶ風 クラシック談義 音楽之友社 1991.3 (音楽選書)
- 非日常と日常の音楽 音楽之友社 1992.8
- カメラが見た来日演奏家1960's 辻修写真 音楽之友社 1993.6
- 日差しのなかのバッハ クラシック新空間 音楽之友社 1994.7
- 耳のなかの地図 音楽を聴くこころ 音楽之友社 1995.12
- 音と言葉のソナタ あーとふぁんたじい 音楽之友社 1997.4 (音楽選書)
- フェルメールの音 音楽の彼方にあるものに 東京書籍 2002.1
- 《セロ弾きのゴーシュ》の音楽論 音楽の近代主義を超えて 東京書籍 2003.5
- 《ゴーシュ》という名前 《セロ弾きのゴーシュ》論 東京書籍 2005.12
- 天から音が舞い降りてくるとき(音楽の彼方にあるものに2) 東京書籍 2006.8
- 冬の旅 24の象徴の森へ 東京書籍 2007.11
- フェルメールの楽器 音楽の新しい聴き方 毎日新聞社 2009.7
- 神が書いた曲　音楽のクリティカル・エッセイ　毎日新聞社　2013.6
- 音のかなたへ　毎日新聞出版　2017.5
- 死せる菩提樹　シューベルト《冬の旅》と幻想　春秋社　2018.7
- Symbole als Wegweiser in Franz Schuberts"Winterreise"　S.Roderer-Verlag　2019.2
- 水車屋の美しい娘　シューベルトとミュラーと浄化の調べ　春秋社　2022.5
- Der sterbende Lindenbaum Zu Franz Schuberts"Winterreise" S.Roderer-Verlag 2023,6
- 音楽と思索の廻廊　春秋社　2023.9